# 스티브 밀러
스티브 밀러(영어: Steve Miller, 1943년 10월 5일 ~ )는 미국의 기타리스트, 가수이자 작곡가로, 스티브 밀러 밴드의 리더로 알려져 있다. 그는 블루스와 블루스 록으로 가수 생활을 시작했고 1970년대 중반에서 1980년대 초까지 대중 음악 중심으로 발전해 수많은 싱글과 앨범을 만들어 냈다. 밀러는 그들의 2016년 로큰롤 명예의 전당에 올랐다.

## 음악 경력

### 스티브 밀러 밴드
1966년, 스티브 밀러는 스티브 밀러 밴드를 결성하였다. 밴드는 처음에 스티브 밀러 블루스 밴드라는 이름으로 활동했으며, 밀러는 보컬을 맡았다. 이들은 같은 해에 발매된 척 베리의 라이브 음반 《Live at Fillmore Auditorium》에서 백밴드로 참여하였다. 1968년, 밴드는 첫 음반 《Children of the Future》를 발표하였으며, 이 음반은 당시 샌프란시스코 음악계를 지배하던 사이키델릭 블루스 스타일에 기반을 둔 일련의 음반들 중 첫 번째 작품이다. 《크로대디》의 피터 노블러는 이 음반을 "경험, 지식, 영감이 삼위일체로 만나는 순간"이라고 평했다. 보즈 스캑스는 이 음반과 다음 음반에서 다시 밴드에 합류한 뒤 솔로 활동을 시작하였다.
밴드는 두 번째 음반 《Sailor》를 발표한 후, 《Brave New World》, 《Your Saving Grace》, 《Number 5》 등을 잇달아 발표하였다. 이들 음반은 미국 빌보드 200 차트에서 준수한 성적을 거두었지만, 눈에 띄는 히트 싱글을 배출하지는 못했다. 이 시기 가장 높은 순위를 기록한 싱글은 《Sailor》에 수록된 〈Livin' in the USA〉였다. 이 시기의 곡들은 더블 음반 컴필레이션 《Anthology》의 일부로 수록되었으며, 해당 음반에는 〈Celebration Song〉과 〈My Dark Hour〉에서 폴 매카트니가 폴 라몬이라는 이름으로 베이스 기타, 드럼, 백 보컬로 참여한 것이 특징이다.

## 음반 목록

### 스티브 밀러 밴드
- Children of the Future (1968)
- Sailor (1968)
- Brave New World (1969)
- Your Saving Grace (1969)
- Number 5 (1970)
- Rock Love (1971)
- Recall the Beginning...A Journey from Eden (1972)
- The Joker (1973)
- Fly Like an Eagle (1976)
- Book of Dreams (1977)
- Circle of Love (1981)
- Abracadabra (1982)
- Italian X Rays (1984)
- Living in the 20th Century (1986)
- Born 2 B Blue (1988)
- Wide River (1993)
- Bingo! (2010)
- Let Your Hair Down (2011)